# Слово (дом)

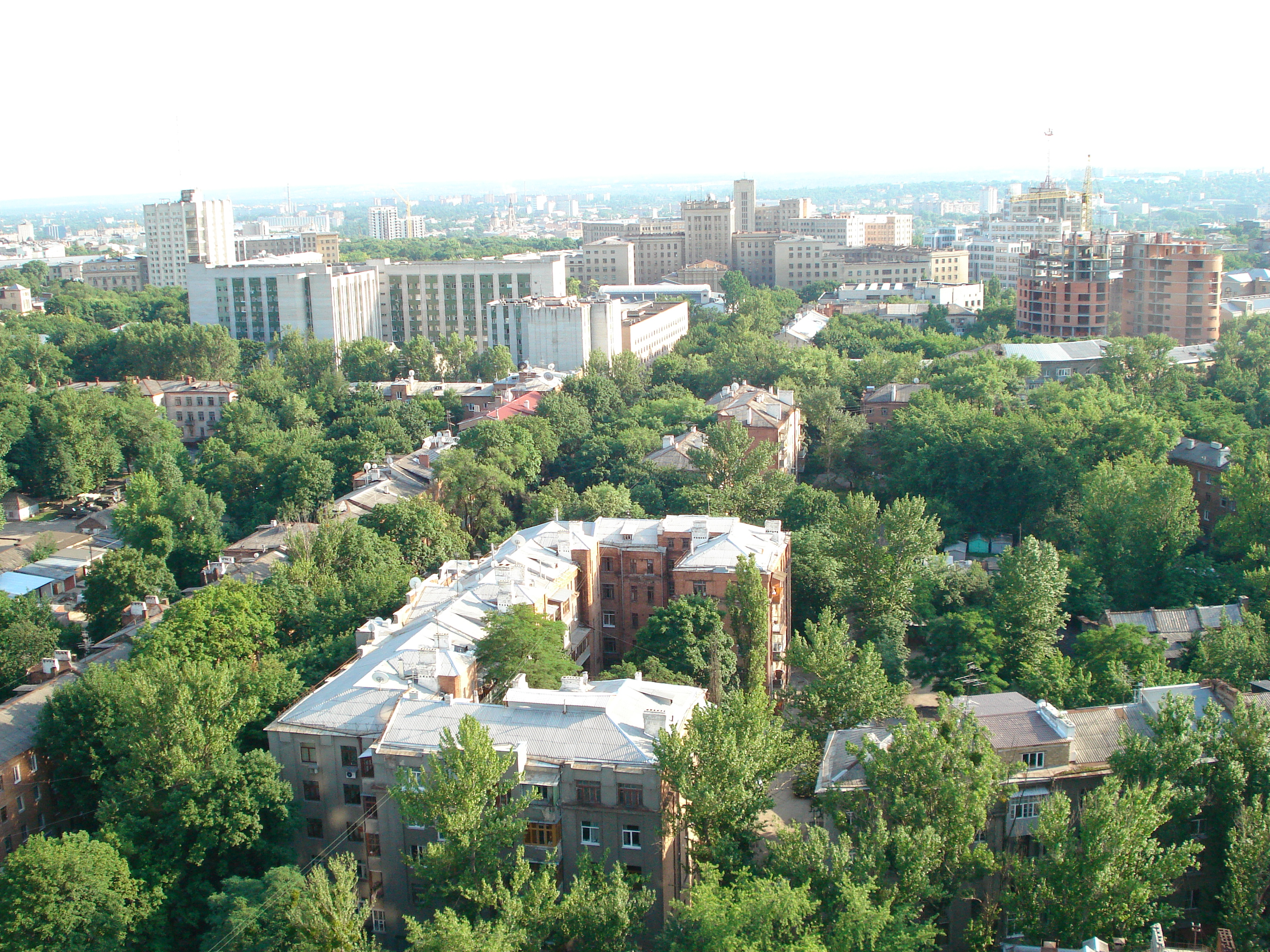
Дом «Слово». Вид сверху в июне 2007

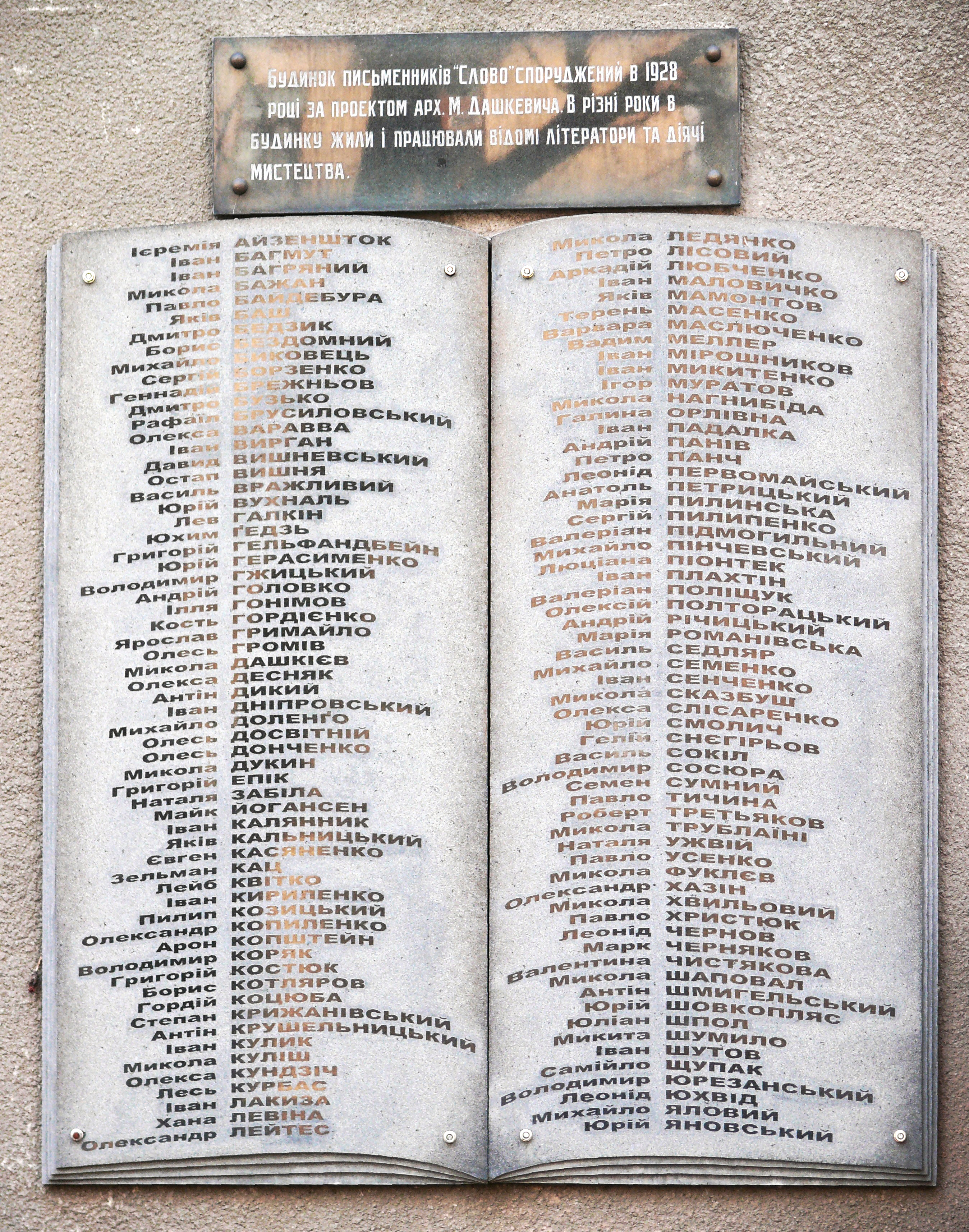
Список писателей и деятелей искусства, живших в доме «Слово»

Дом «Сло́во» (укр. Будинок «Слово») — жилой дом в Харькове по адресу улица Культуры, 9 (первоначальный адрес — улица Красных Писателей, 5, после войны — переулок Барачный, 9, впоследствии переулок Покровского, 9), построенный в конце 1920-х годов кооперативом литераторов.

## История
Здание, спроектированное Михаилом Дашкевичем в архитектурных формах, занимающих промежуточное положение между модерном и конструктивизмом, имеет в плане символическую форму буквы «С» (название в славянской азбуке — «слово»). Заселён в 1930 году.
В мае 1933 года арест Михаила Ялового и самоубийство Миколы Хвылевого ознаменовали начало волны репрессий против деятелей украинской культуры. После её начала, по свидетельству Ивана Багряного, дом получил прозвище «Крематорий». До 1938 года были репрессированы жильцы сорока квартир из шестидесяти шести. Многие из репрессированных писателей были расстреляны. После переноса столицы УССР в Киев часть писателей переехала в дом Ролит.
Упоминается в ряде художественных и мемуарных произведениях.
7 марта 2022 года в результате ракетно-артиллерийского обстрела российскими войсками здание было повреждено.

## Жильцы
Долгое время на стене дома висела мемориальная доска с именем Павла Тычины. Таблица с неполным списком живших здесь писателей появилась в конце 1980-х годов, но десять лет спустя была сорвана и разбита неизвестными. Памятный знак, дополненный новыми именами, был установлен без официального открытия ко Дню независимости Украины в августе 2003 года. В настоящее время[какое?] заменён более полным, в котором упомянуты:
- Иеремия Айзеншток
- Иван Багмут
- Иван Багряный
- Николай Бажан
- Павел Байдебура
- Яков Баш
- Дмитрий Бедзик
- Борис Бездомный
- Сергей Борзенко
- Геннадий Брежнёв
- Рафаил Брусиловский
- Дмитрий Бузько
- Михаил Быковец
- Алексей Варавва
- Давид Вишневский
- Остап Вишня
- Василь Вражливый
- Юрий Вухналь
- Иван Вырган
- Лев Галкин
- Ефим Гедзь
- Григорий Гельфандбейн
- Юрий Герасименко
- Владимир Гжицкий
- Андрей Головко
- Илья Гонимов
- Константин Гордиенко
- Ярослав Гримайло
- Олесь Громив
- Николай Дашкиев
- Олекса Десняк
- Антон Дикий
- Иван Днепровский
- Михаил Доленго
- Олесь Досвитный
- Олесь Донченко
- Николай Дукин
- Наталья Забила
- Майк Йогансен
- Алла Йогансен
- Яков Кальницкий
- Иван Калянник
- Евгений Касьяненко
- Зельман Кац
- Лев Квитко
- Иван Кириленко
- Филипп Козицкий
- Александр Копыленко
- Арон Копштейн
- Владимир Коряк
- Григорий Костюк
- Борис Котляров
- Гордий Коцюба
- Степан Крижановский
- Антон Крушельницкий
- Иван Кулик
- Николай Кулиш
- Олекса Кундзич
- Лесь Курбас
- Иван Лакиза
- Хана Левина
- Николай Ледянко
- Александр Лейтес
- Пётр Лесовой
- Аркадий Любченко
- Иван Маловичко
- Яков Мамонтов
- Терень Масенко
- Варвара Маслюченко
- Вадим Меллер
- Иван Микитенко
- Иван Мирошников
- Игорь Муратов
- Василий Мысик
- Галина Орливна
- Николай Нагнибеда
- Иван Падалка
- Андрей Панив
- Петро Панч
- Леонид Первомайский
- Анатоль Петрицкий
- Мария Пылынская
- Сергей Пилипенко
- Валериан Пидмогильный
- Михаил Пинчевский
- Люциана Пионтек
- Иван Плахтин
- Валериан Полищук
- Алексей Полторацкий
- Андрей Рычинский
- Мария Романовская
- Василий Седляр
- Михайль Семенко
- Иван Сенченко
- Николай Сказбуш
- Олекса Слисаренко
- Юрий Смолич
- Гелий Снегирёв
- Василий Сокил
- Владимир Сосюра
- Семён Сумный
- Роберт Третьяков
- Павел Тычина
- Николай Трублаини
- Наталия Ужвий
- Павел Усенко
- Николай Фуклев
- Александр Хазин
- Микола Хвилевой
- Павел Христюк
- Леонид Чернов
- Валентина Чистякова
- Николай Шаповал
- Антон Шмыгельский
- Юрий Шовкопляс
- Никита Шумило
- Иван Шутов
- Самойло Щупак
- Григорий Эпик
- Владимир Юрезанский
- Леонид Юхвид
- Михаил Яловой
- Юрий Яновский

В список не попали писатели Юрий Барабаш, Анатолий Жикол, Виктор Кочевский, Сергей Мушник, Евгений Плужник, Григорий Косынка; художники Василий Мироненко, Григорий Томенко, Александр Довгаль. В оригинальном списке Михаил Яловой ошибочно показан дважды: и под настоящей фамилией, и под псевдонимом Юлиан Шпол.

## В культуре
В 2017 году вышел украинский документальный фильм «Дом „Слово“», который посвящён ранней истории дома и репрессиям его жителей.

## Галерея

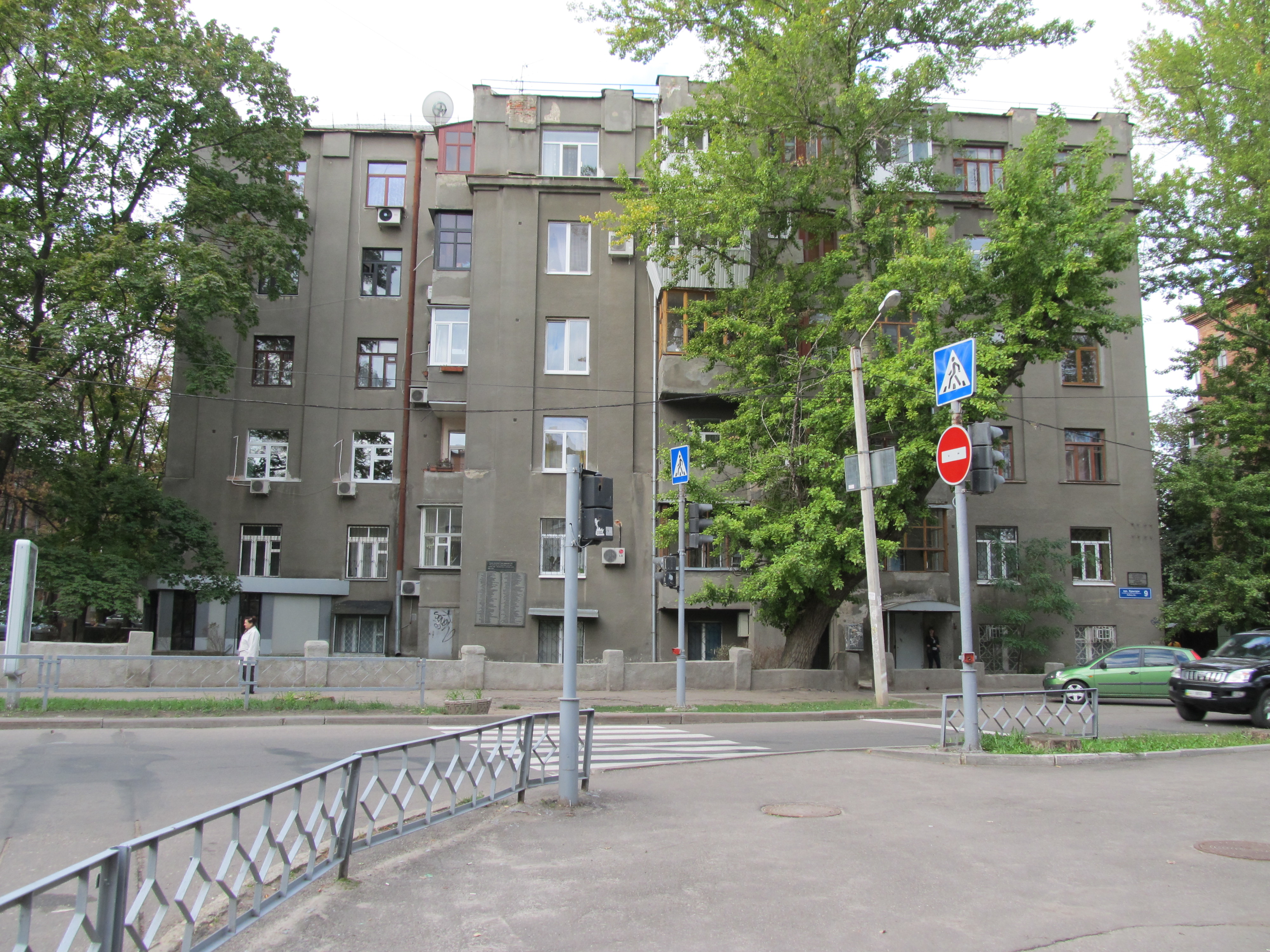
Здание в 2012 году
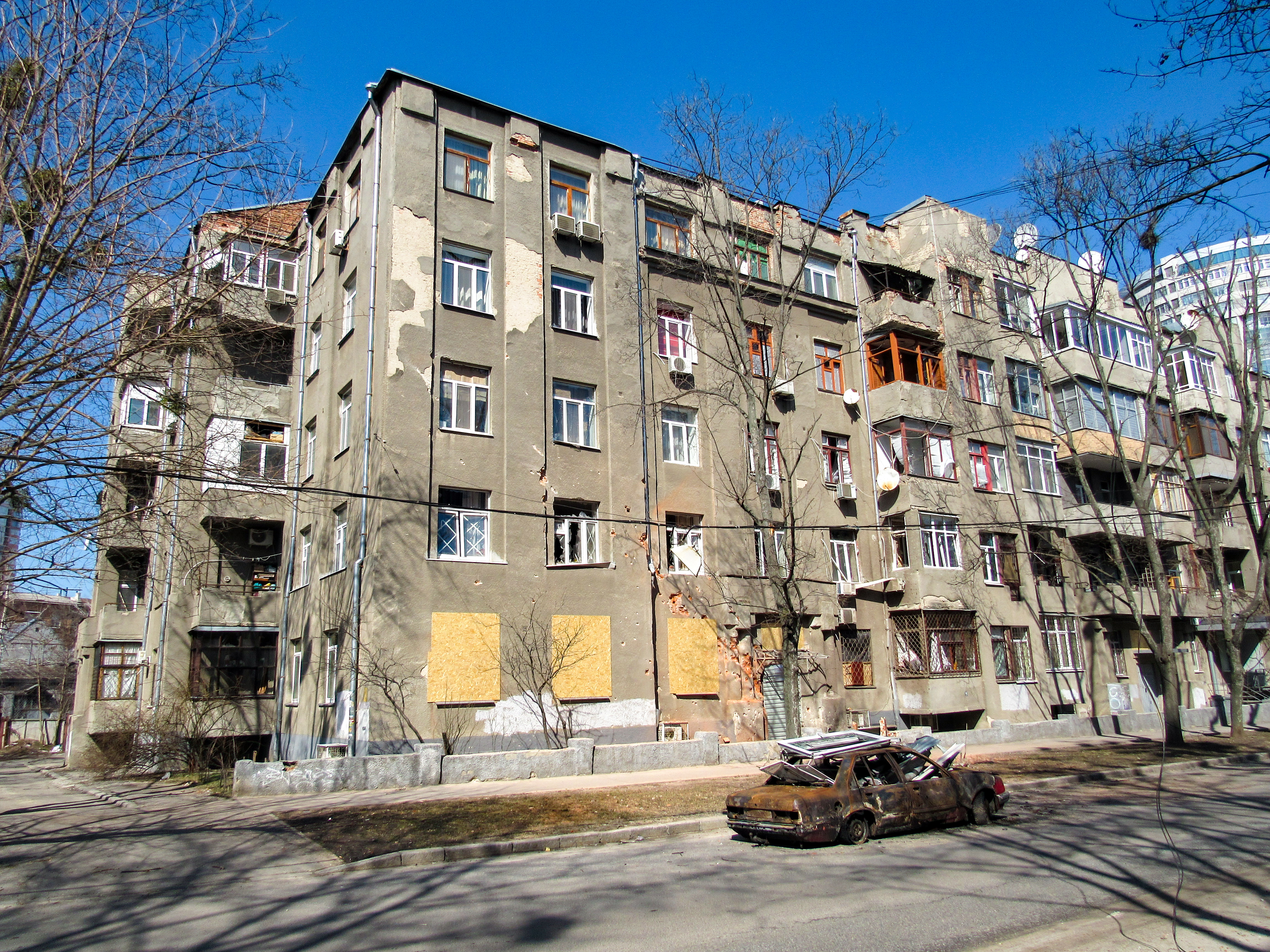
Здание после российского ракетного удара, 24 марта 2022 года
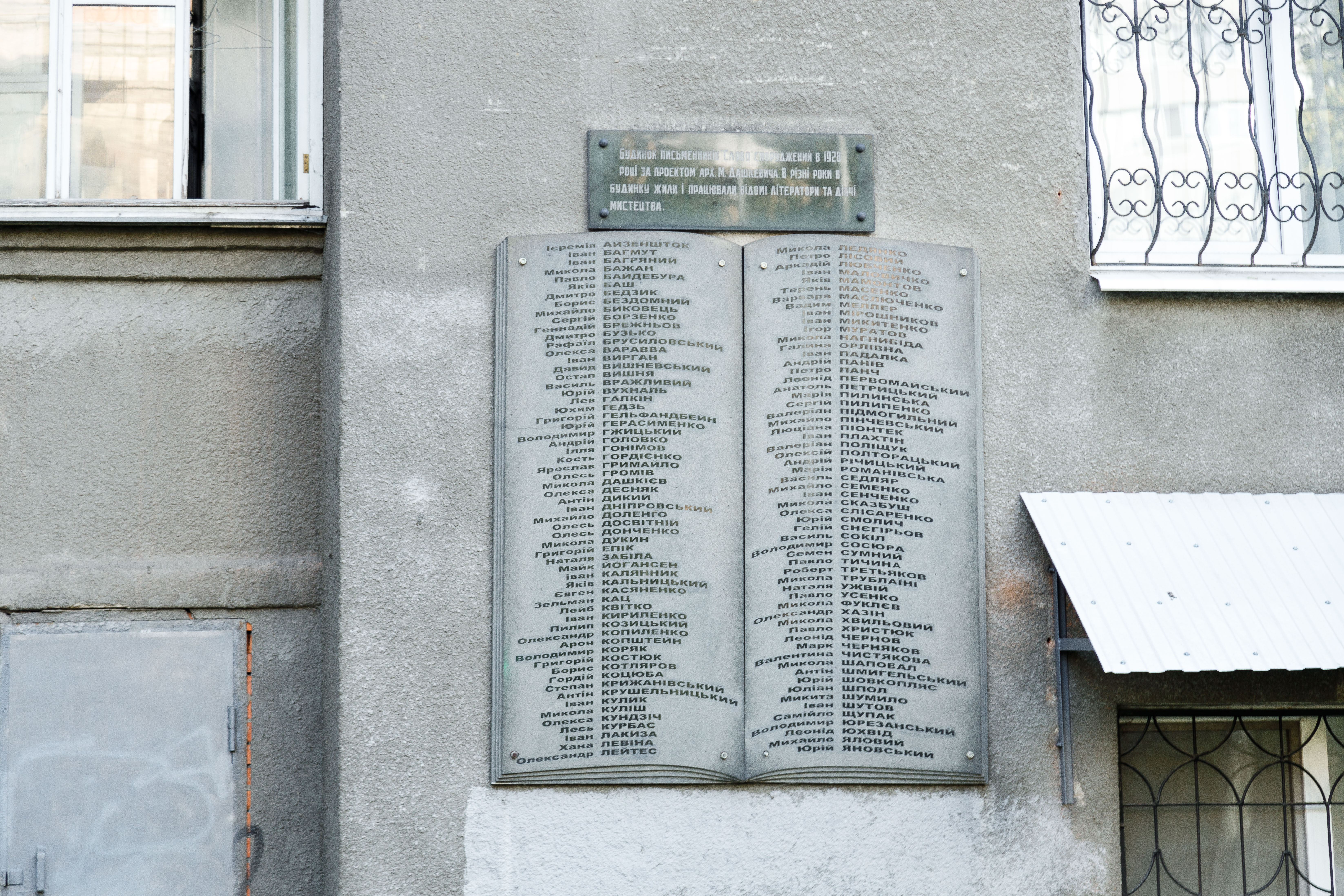
Почётные жители